# テアノ (哲学者)
クロトンのテアノ（ギリシア語: Θεανώ）は、紀元前6世紀のピタゴラス派の哲学者。世界で最初の女性数学者とも言われる。ピタゴラスの弟子であり妻だったと考えられているが、ブロンティノスの妻だったという説もある。出身地や家系も明らかではなく、複数の人物像が混ざっている可能性も指摘されている。

## 生涯
テアノの生涯について知られていることは少ない。クレタ島出身でピトナックスの娘だという説と、クロトン出身でブロンティノスの娘だという説がある。ピタゴラスの妻であったと一般に考えられているが、ブロンティノスの妻だったという説もある。イアンブリコスはこの混乱を解決するため、ブロンティノスの妻はデイノという別の女性であったと述べている。
テアノとピタゴラスとのあいだには3人の娘（ダモ、ミーア、アリグノート）と1人の息子（テレウゲス）がいたとされる。
ピタゴラスは当時イタリア南部のクロトン（現在のクロトーネ）で弟子たちをともに共同生活を営み、数学、哲学、自然科学などを教えていた。ピタゴラス派には女性も男性も入門することができ、一時期は300人の弟子のうち28人が女性だった。ピタゴラスは他の学派に対する優位性を手に入れるためにジェンダーによる差別をなくし、そのおかげで当時差別されていた女性たちが科学や天文学を志すことができたと言われている。ピタゴラスの死が近づくと、テアノは子供たちの助けを借りつつピタゴラス派のリーダーの地位を受け継いだ。テアノとピタゴラスの両者が亡くなった後も、ピタゴラス派は200年ほど存続していた。テアノは紀元前5世紀に亡くなり、ピタゴラス派の学徒たちによって葬られたと考えられている。

## 影響
テアノは後世の人々にとって、女性の叡智と美徳を体現する伝説的な人物となった。この評判に一役買っているのが、ローマ帝国時代に広まった、テアノが書いたとされる書簡集（おそらく別人による偽書）である。現存する書簡は7通で、そのうち5通は女性に宛てて書かれている。 内容は妻や母親の義務について、夫の不倫への対処の仕方、子育てについて（子供を甘やかさないようにとの警告）、また使用人との付き合い方などである。3通の長い手紙は複数の写本に残されているが、残り4通の短い手紙は、おそらくかなり後になって書かれたもので、写本は1つしか残っていない。3通の長い手紙の書き手がテアノかどうかには議論があり、4通の短い手紙は別人の手によるものと考えられている。編集者のアルフォンス・シュテーデレは、7通すべてがローマ帝国時代になって書かれたものだと考えている。テアノの著作とされるものには書簡のほかに、哲学的な論考、とりわけ徳の分野に関するものがあるが、すでに失われてタイトル以外にはほとんど何もわかっていない。そのほかに『テアノ格言集』と呼ばれる格言集があるが、シリア語訳しか残っておらず、失われた原典のギリシャ語版もおそらくローマ帝国時代に作られたものである。
テアノ書簡集の初版は、1499年にルネサンス期ヴェネツィアの出版人アルドゥス・マヌティウスによって出版された。その後も改訂版や他言語への翻訳版が出版されている。ドイツの作家・翻訳家であるクリストフ・マルティン・ヴィーラントは、1789年に『ピタゴラス派の女性たち』（Studie Die Pythagorischen Frauen）という研究書を発表し、テアノのものとされる3通の手紙を翻訳した。ヴィーラントはこの3通を本物であると確信していた。ヴィーラントはピタゴラス派の女性たち、とりわけテアノの徳の高さを強く称えた。
14世紀の歴史家ニケフォロス・グレゴラスによると、11世紀東ローマ帝国（ビザンツ帝国）の女帝エウドキア・マクレンボリティサは「第二のテアノ」と呼ばれていた。このことから、ローマ帝国の衰退後もテアノが優れた女性の理想像でありつづけたことが見て取れる。